# Ойокота Цутому
Ойокота Цутому (20 квітня 1913 — 1970) — японський плавець.
Призер Олімпійських Ігор 1932 року.